# Protestantyzm na Kubie
Protestantyzm na Kubie – wyznawcy wspólnot protestanckich istniejących na Kubie.
Początki obecności protestantyzmu na Kubie datują się od 1741 roku, kiedy Kuba znalazła się pod panowaniem brytyjskim. Jego rozwój wzmógł się po otwarciu handlu między Kubą a Stanami Zjednoczonymi i z europejskimi krajami protestanckimi.
W 1985 Fidel Castro spotkał się z katolickimi i protestanckimi przywódcami, aby wyrazić swoje poglądy na temat religii. We wrześniu 1985 państwo rozpoczęło politykę większej tolerancji względem ludzi religijnych i ich wspólnot. W 1986 przedstawiciel państwowej administracji wyznaniowej oświadczył, że ateizm nie jest już podstawową ideologią rządu. Wkrótce potem, Kościoły protestanckie zaczęły się intensywnie rozwijać, a liczba ich wiernych do 1990 podwoiła się.
Protestantyzm obecnie obejmuje ok. 7% populacji kraju, wśród nich największe wyznania stanowią: pentekostalizm (3,4%) i baptyzm (1,4%).

## Statystyki
Statystyki na 2010 rok, według Operation World kiedy ludność Kuby wynosiła 11,2 mln:
| Kościoły                                   | Liczba wiernych | Procent ludności |
| Zbory Boże                                 | 169 000         | 1,5%             |
| Konwencja Baptystyczna Wschodniej Kuby     | 113 000         | 1,0%             |
| Ewangeliczno-Zielonoświątkowy Kościół Kuby | 110 000         | 0,98%            |
| Kościół Metodystyczny Kuby                 | 60 000          | 0,54%            |
| Konwencja Baptystyczna Zachodniej Kuby     | 45 600          | 0,41%            |
| Konwencja Ewangeliczna Los Pinos Nuevos    | 45 090          | 0,4%             |
| Chrześcijański Kościół Zielonoświątkowy    | 45 000          | 0,4%             |
| Kościół Adwentystów Dnia Siódmego          | 33 000          | 0,29%            |
| Kościół Prezbiteriańsko-Reformowany        | 19 550          | 0,17%            |
| Zielonoświątkowy Kościół Świętości         | 19 000          | 0,17%            |
| Kościół Boży (Cleveland)                   | 14 637          | 0,13%            |
| Kościół Episkopalny                        | 14 000          | 0,13%            |
| Kościół Otwartych Standardów Biblijnych    | 14 000          | 0,13%            |